# Casa Samuel Waldmann
Casa Samuel Waldmann, cunoscută și sub numele de Casa (Jakab) Blumberg, sau Casa Odön Kovács, este un imobil istoric situat pe Bulevardul 3 August 1919, nr. 8, în cartierul Fabric din Timișoara.
Face parte din Situl urban „Fabric” (II), monument istoric cod LMI TM-II-s-B-06097.

## Istorie
Imobilul a fost edificat în zona cunoscută anterior ca Vorpark, care a fost divizată și vândută de către administrația locală a Timișoarei în anul 1888 sub forma unor loturi rezidențiale, cu o condiție restrictivă în privința construirii doar a clădirilor cu etaj pe Andrássy út (actualul Bulevard 3 August 1919).
Parcela pe care este ridicată casa Waldmann fost cumpărată, în 1888, de Josef Kremer. Conform catalogelor de adrese din anii 1906 și 1910, se constată că imobilul era deținut de frații Jakab și Fülöp Blumberg, ambii fiind cultivatori de tutun.
După medalionul cu monograma “W”, care apare pe clădire, probabil comanditarului clădirii a fost Samuel Waldmann.
Acesta a fost un comerciant din Timișoara, care apare, în 1891, ca acționar la S.A. de Mine de Cărbune din Ungaria de sud, alături de bancherul Josef Gauss, comercianții Sigismund Berán, Wilhelm Fried, Adolf Rosenwald, Jakob Steiner, moșierul Viktor Wolfinger și avocatul Miksa Szidon.

## Descriere
Casa este construită în stil eclectic istoricist, cu elemente clasiciste și neobaroce, caracterizată de un singur etaj. Aspectul exterior al clădirii este dominat de elementele plastice ale fațadei, care evidențiază un aparat de acces rezolvat sub forma unui templu. Două coloane, inspirate de stilul doric, susțin antablamentul format dintr-o arhitravă și o friză decorativă, având metope și console decorative ce îndeplinesc rolul de triglife. Ansamblul este încheiat în partea superioară de un fronton curb frânt, cu muchiile dublate și ornamente de inspirație neo-barocă. Portalul din lemn masiv prezintă, de asemenea, ornamente elaborate de factură neo-barocă, atât în planul panourilor, cât și pe fața oberlihtului.
Parterul clădirii este tratat cu bosaje, în timp ce etajul prezintă doar bosaje de colț, plasate în zonele de margine ale fațadei, care sunt scoase în rezalit. În aceleași zone se află două balcoane masive, rezolvate stilistic prin panouri cu baluștri. Deasupra ferestrelor din aceste zone, se regăsește o scenă mitologică reprezentând doi putti călărind hipocampi, într-un decor vegetal. Această scenă încadrează un medalion cu monograma "W".
În ceea ce privește detaliile plastice ale fațadei, merită menționate șirurile de denticuli și de ove prezente la nivelul cornișei, precum și consolele decorative de tip modilioni. De asemenea, se remarcă dublarea muchiilor unor ancadramente ale ferestrelor și bosajele piramidale ale ancadramentului ferestrei din traveea centrală.